# Rayong (tỉnh)
Rayong (tiếng Thái: ระยอง, phát âm [rá.jɔ̄ːŋ]) là một tỉnh miền Trung của Thái Lan. Tỉnh này giáp các tỉnh sau (từ phía tây theo chiều kim đồng hồ): Chon Buri và Chanthaburi. Phía Nam là vịnh Thái Lan.

## Các đơn vị hành chính địa phương
Tỉnh Rayong được chia ra 6 huyện (Amphoe) và 2 huyện nhỏ (King Amphoe). Các huyện được chia ra 58 xã (Tambon) và 388 thôn (Muban) (ấp, buôn, sóc, bản, làng, mường).